# Tour de Catalogne 1912
Le Tour de Catalogne 1912 est la deuxième édition du Tour de Catalogne, une course cycliste par étapes en Espagne. L'épreuve se déroule sur trois étapes entre le 6 et le 8 avril 1912, sur un total de 424 km. Le vainqueur final est l'Espagnol José Magdalena, vainqueur des trois étapes. Il devance Juan Martí et Antoni Crespo.
Cette édition du Tour fait également figure de championnat d'Espagne, ainsi Magdalena est également proclamé champion national.

## Étapes
| Étape     | Date    | Villes étapes       | km         | Vainqueur d’étape | Leader du classement général |
| --------- | ------- | ------------------- | ---------- | ----------------- | ---------------------------- |
| 1re étape | 6 avril | Barcelone - Manresa | 127,243 km | José Magdalena    | José Magdalena               |
| 2e étape  | 7 avril | Manresa - Lleida    | 128,2 km   | José Magdalena    | José Magdalena               |
| 3e étape  | 8 avril | Lleida - Barcelone  | 171,7 km   | José Magdalena    | José Magdalena               |

### Étape 1. Barcelone - Manresa. 127,243 km
|   | Cycliste       | Temps           |
| - | -------------- | --------------- |
| 1 | José Magdalena | 5 h 19 min 09 s |
| 2 | José Pérez     | + 13 min 39 s   |
| 3 | Juan Martí     | + 17 min 43 s   |

|   | Cycliste       | Temps           |
| - | -------------- | --------------- |
| 1 | José Magdalena | 5 h 19 min 09 s |
| 2 | José Pérez     | + 13 min 39 s   |
| 3 | Juan Martí     | + 17 min 43 s   |

### Étape 2. Manresa - Lleida. 128,2 km
|   | Cycliste       | Temps           |
| - | -------------- | --------------- |
| 1 | José Magdalena | 5 h 39 min 10 s |
| 2 | Antoni Crespo  | + 7 s           |
| 3 | Vicente Blanco | + 12 min 45 s   |

|   | Cycliste       | Temps            |
| - | -------------- | ---------------- |
| 1 | José Magdalena | 10 h 58 min 19 s |
| 2 |                |                  |
| 3 |                |                  |

### Étape 3. Lleida - Barcelone. 171,74 km
|   | Cycliste       | Temps           |
| - | -------------- | --------------- |
| 1 | José Magdalena | 7 h 33 min 49 s |
| 2 | Lázaro Villada | + 4 s           |
| 3 | Antoni Crespo  | m.t.            |

|   | Cycliste       | Temps            |
| - | -------------- | ---------------- |
| 1 | José Magdalena | 18 h 32 min 08 s |
| 2 | Juan Martí     | + 44 min 16 s    |
| 3 | Antoni Crespo  | + 56 min 21 s    |

## Classement final
| Pos. | Cycliste         | Temps             |
| 1    | José Magdalena   | 18 h 32 min 08 s  |
| 2    | Juan Martí       | + 44 min 16 s     |
| 3    | Antoni Crespo    | + 56 min 21 s     |
| 4    | Lázaro Villada   | + 59 min 40 s     |
| 5    | Joaquim Rubio    | + 1 h 17 min 21 s |
| 6    | Vicente Blanco   | + 1 h 37 min 18 s |
| 7    | Francesc Túnica  | + 1 h 43 min 39 s |
| 8    | Miquel Tusquella | + 2 h 27 min 00 s |
| 9    | Manuel Planell   | + 2 h 28 min 49 s |
| 10   | José Pérez       | + 2 h 35 min 28 s |